# 熊出没之夺宝熊兵
《熊出沒之奪寶熊兵》（英語：Boonie Bears：To the Rescue），是一部於2014年1月28日在中國大陸上映的家庭喜劇冒險動畫電影，是《熊出沒》的第一部電影動畫片。由方特動漫負責動畫製作並由卡通先生發行；其人物來自《熊出沒系列》，導演、編劇以及主要人物的配音聲優都延續電視動畫團隊。電影為電視動畫的後續故事，描述光頭強和熊大熊二為了奪取在暴雨之夜錯誤地切換了神秘箱子裡的超先進之伐木工具和小女孩而展開的一系列故事；他們互相帮助，最後發現誰是邪惡的策劃者。
2014年1月28日中国票房突破2億人民币。

## 演員列表

### 主要演員
| 演員   | 角色   | 暱稱／關係／職業 | 國語配音 | 粤語配音 |
| 光頭強 | 光頭強 | 伐木者           | 譚笑     | 苏强文   |
| 熊二   | 熊二   | 熊大的弟弟       | 張秉君   | 陈永信   |
| 熊大   | 熊大   | 熊二的哥哥       | 張偉     | 招世亮   |
| 毛毛   | 毛毛   | 吉吉的跟班       | 孫堯東   | 曾佩仪   |
| 吉吉   | 吉吉   | 熊大熊二的伙伴   | 陳光     | 张裕东   |
| 嘟嘟   | 嘟嘟   | 新角色，一個孤兒 | 員工孩子 | 林咏渝   |

### 其他演員
| 演員       | 角色   | 暱稱／關係／職業         | 國語配音 | 粤語配音 |
| 老闆       | 老闆   | 新角色，本電影的反派     | 陳光     | 陳旭明   |
| 老爺爺     | 老爺爺 | 老闆的父親，收養嘟嘟的人 | 張秉君   | 林保全   |
| 大馬猴     | 大馬猴 | 老闆的手下               | 孫堯東   | 陈廷轩   |
| 二狗       | 二狗   | 老闆的手下               | 马浩伦   | 邓肇基   |
| 李老闆     | 聲演   | 光頭強的老闆             | 张伟     | 刘昭文   |
| 光頭強父親 | 聲演   |                          | 陈光     | 黄志明   |
| 光頭強母親 | 聲演   |                          | 万丹青   | 程文意   |
| 警察       | 警察   | 一個警察                 | 劉思奇   | 梁志达   |

## 外部連結
- 豆瓣电影上《熊出沒之奪寶熊兵》的資料 （简体中文）
- 时光网上《熊出沒之奪寶熊兵》的資料（简体中文）